# Upernavik
Upernavik é uma pequena cidade, situada no norte da costa oeste da Gronelândia, junto à baía de Baffin. Pertence ao município de Avannaata. Foi fundada em 1772. Tem 1129 habitantes (2024), e é a 12ª cidade mais populosa da Gronelândia e a 3ª no município de Avannaata. Alberga o Museu de Upernavik (o mais antigo do país).

## Etimologia
Upernavik é um nome gronelandês, significando “local de pesca na primavera“.

## História

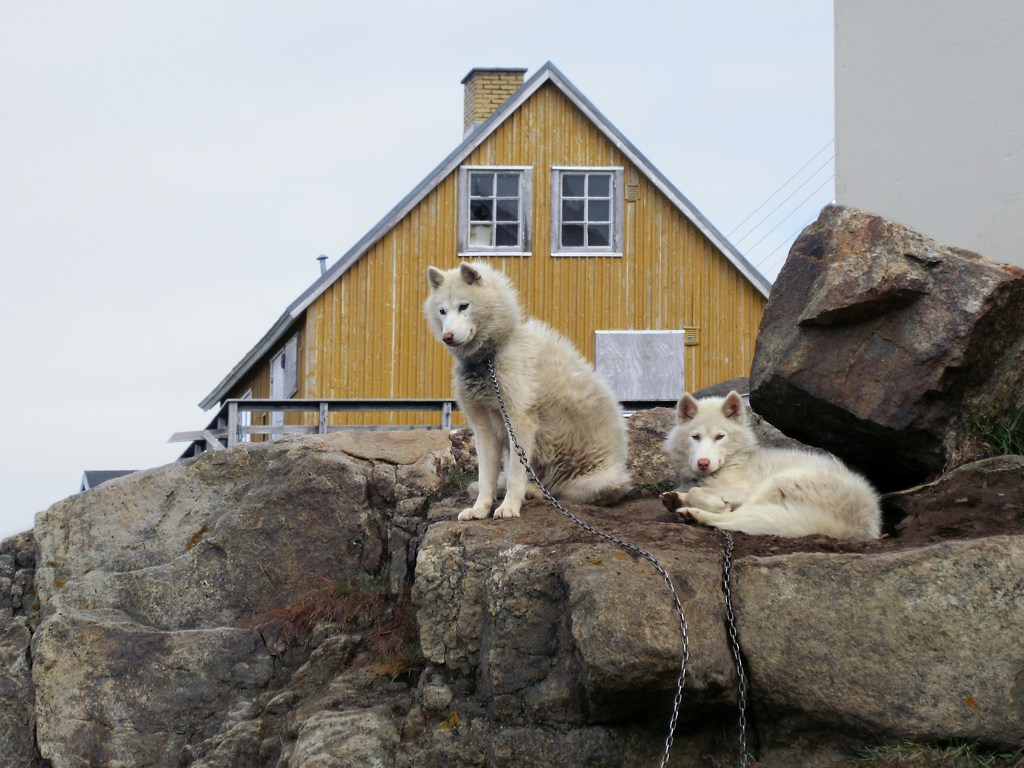
Cães puxadores de trenós.
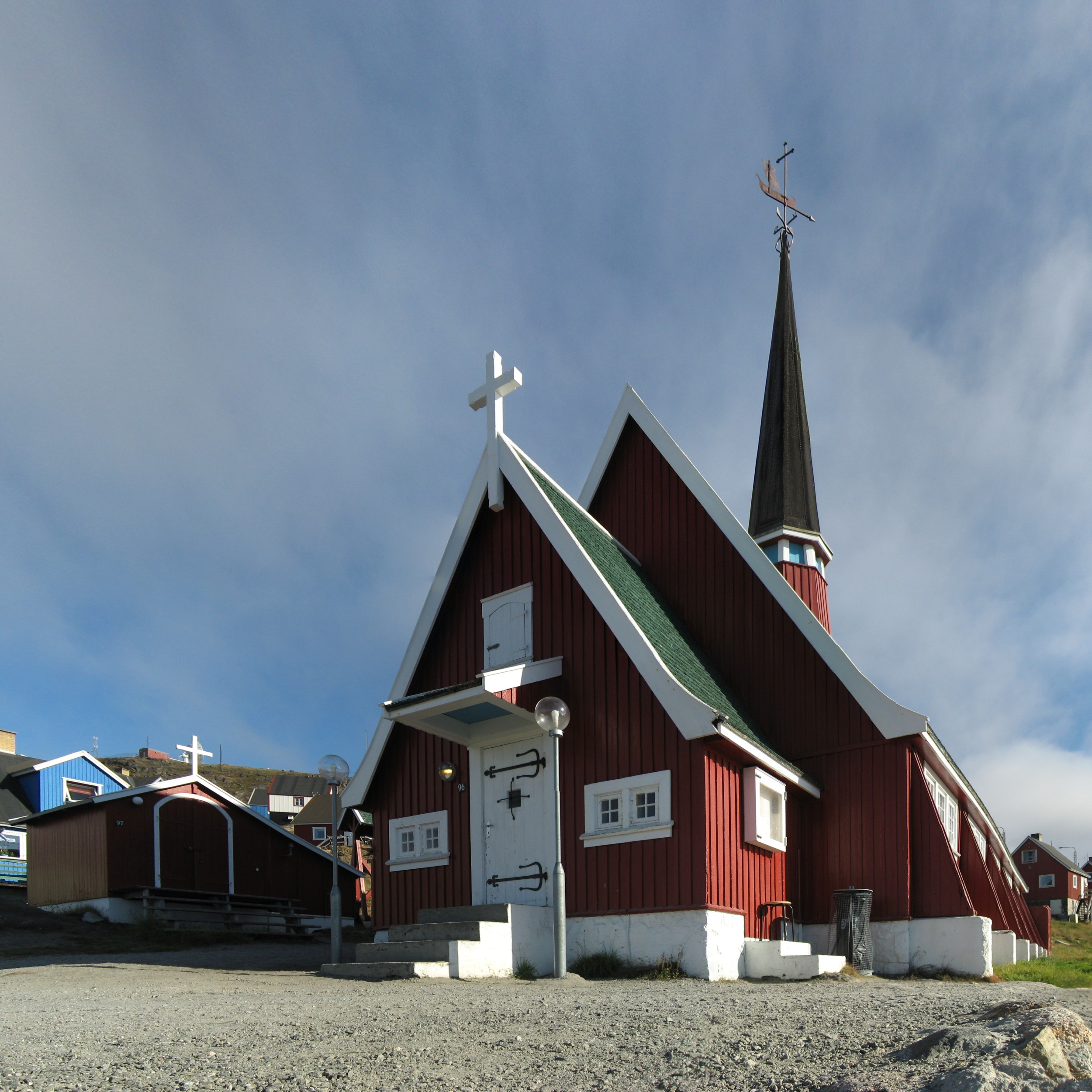
A nova igreja em Upernavik

Fundada em 1772 como colónia dinamarquesa, Upernavik já era um local de pesca dos inuítes e um lugar onde os navios de pesca europeus podiam ancorar em segurança. Devido às difíceis condições climáticas da região, foi abandonada várias vezes pelos colonizadores.

Em 1824, a pedra rúnica de Kingittorsuaq  foi encontrada fora de Upernavik que foi fundada em 1772. A pedra tem apenas caracteres rúnicos deixados pelos viquingues, provavelmente no século XIII. Os caracteres rúnicos lista os nomes de três viquingues, e menciona a construção de um moledro nas proximidades.

## Geografia
Está localizada na ilha de Upernavik, no norte da costa oeste da Groenlândia, junto à baía de Baffin, a meia distância entre as localidades de Kullorsuaq e Uummannaq.

## População
Em 1991 Upernavik tinha 999 habitantes, desde aí nunca teve menos habitantes, mas alguns anos a população aumenta como noutros diminui.

## Economia
A economia de Upernavik está dominada pela pesca.                                                    
Uma grande parte dos habitantes são caçadores e pescadores.                              
Existem nove fábricas de peixe.                   
A localidade conta ainda com uma escola e uma administração local.                              
O turismo é igualmente uma atividade em crescimento na região, que é procurada pelo carácter ”original e autenticammente gronelandês”. 

## Infraestrutura urbana

### Educação

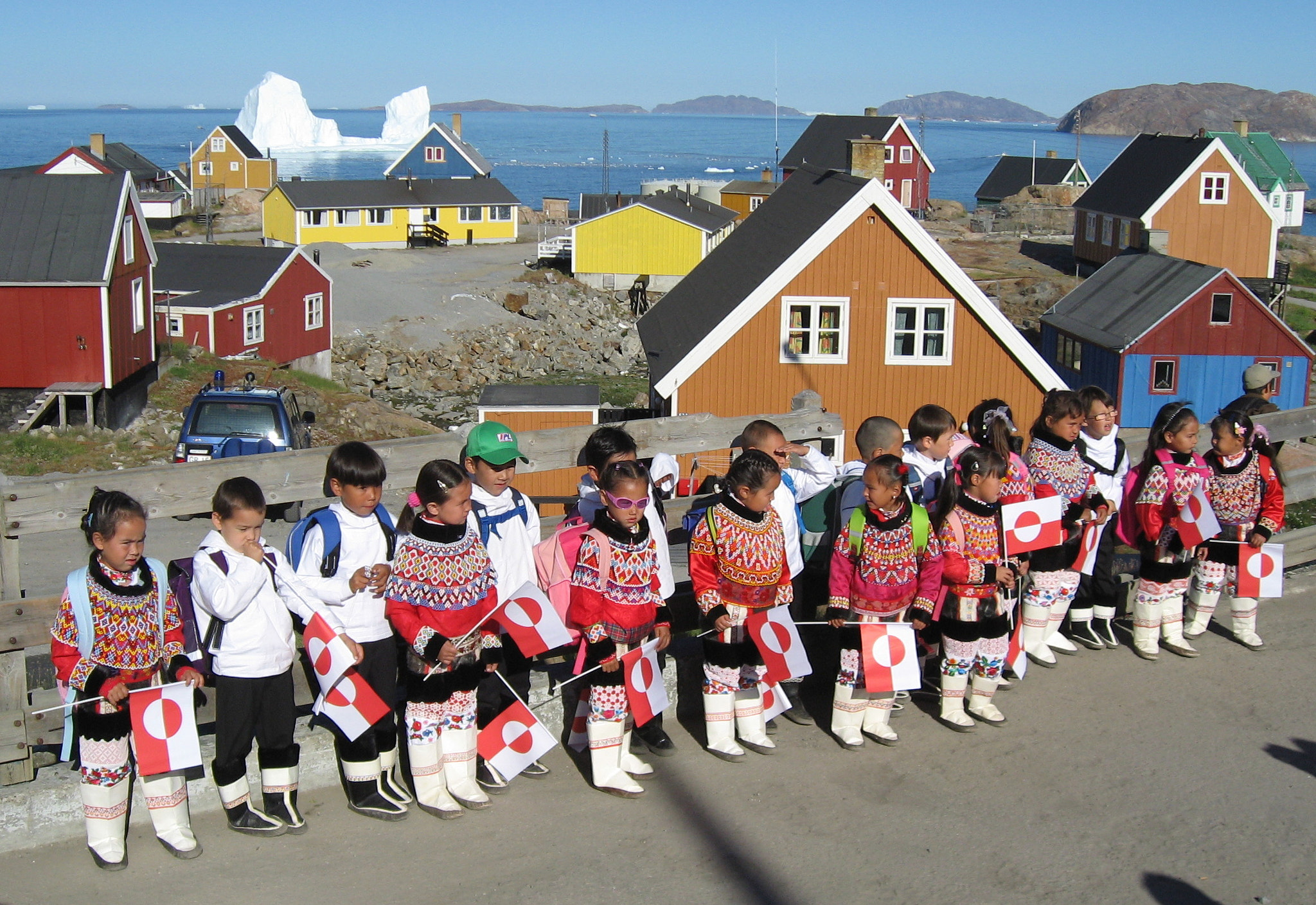
Primeiro dia de escola em Upernavik

A cidade conta com uma escola primária, com internato.

## Transportes

### Aéreos
Dispõe do Aeroporto de Upernavik, servido pela Air Greenland, com voos de avião para Kangerlussuaq e Qaarsut, que no inverno são substituídos por voos de helicóptero.

### Marítimos
A sua posição tão a norte não motiva a existência de ligações marítimas regulares.

## Desporto
A cidade dispõe de um pavilhão desportivo (inaugurado em 2006).

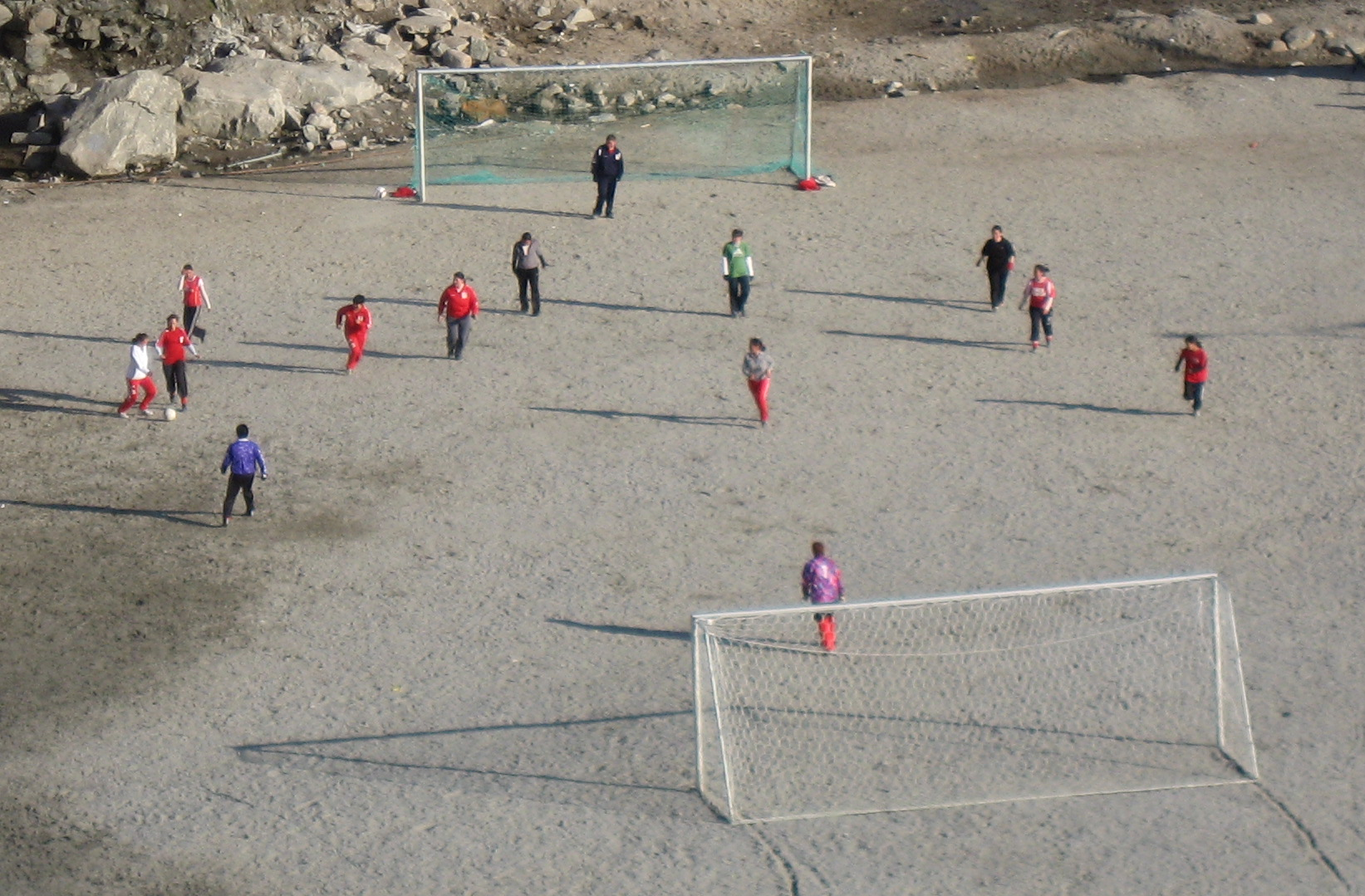
Mulheres treinando futebol em Upernavik

## Património histórico, cultural e turístico
A cidade dispõe de um património turístico e cultural, onde pode ser destacado:

- Museu de Upernavik (Upernavik Museum ; museu ao ar livre mostrando a história e a cultura locais)

## Fotografias

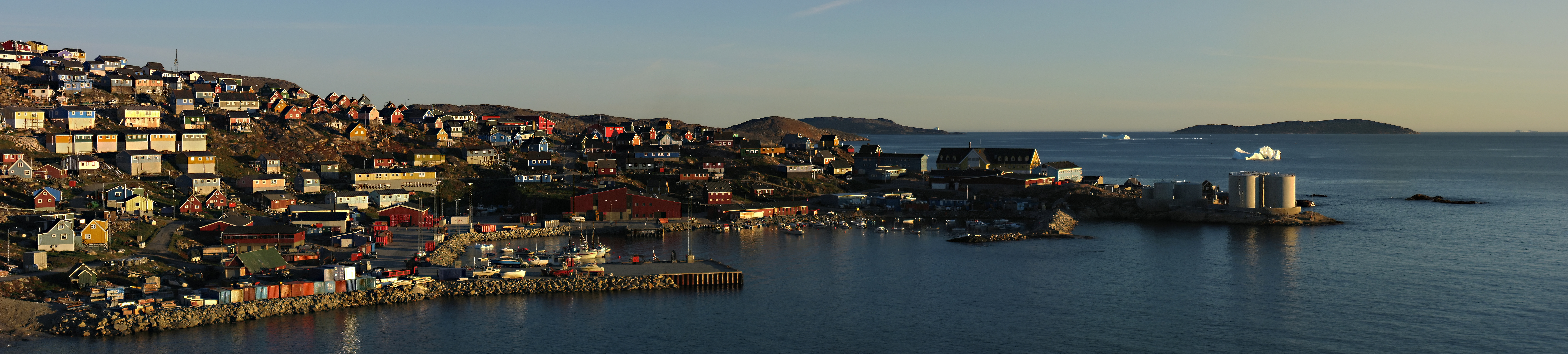
A parte noroeste de Upernavik ao meio-dia.
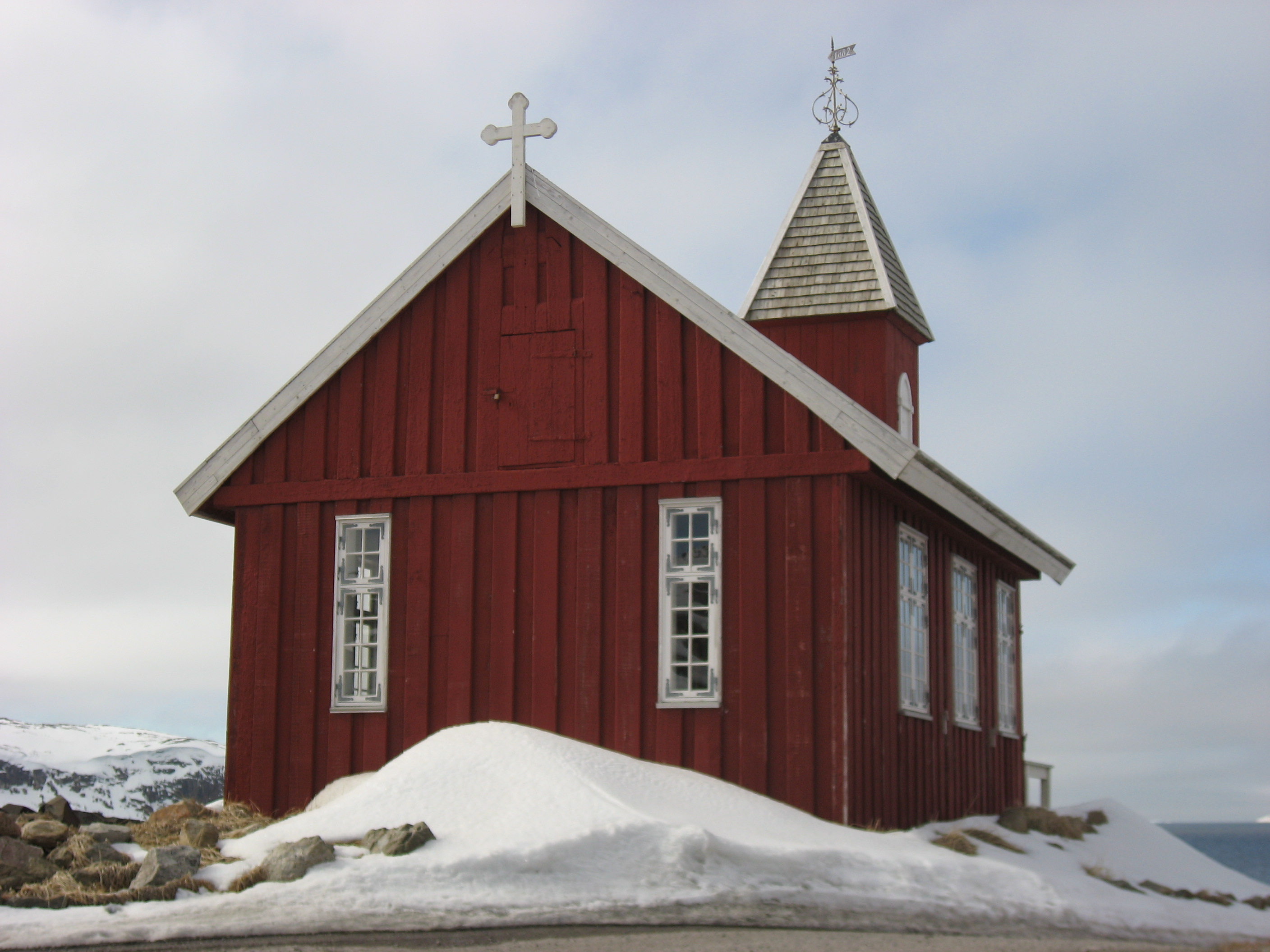
A antiga igreja de Upernavik que é o 2º edifício mais antigo da cidade.
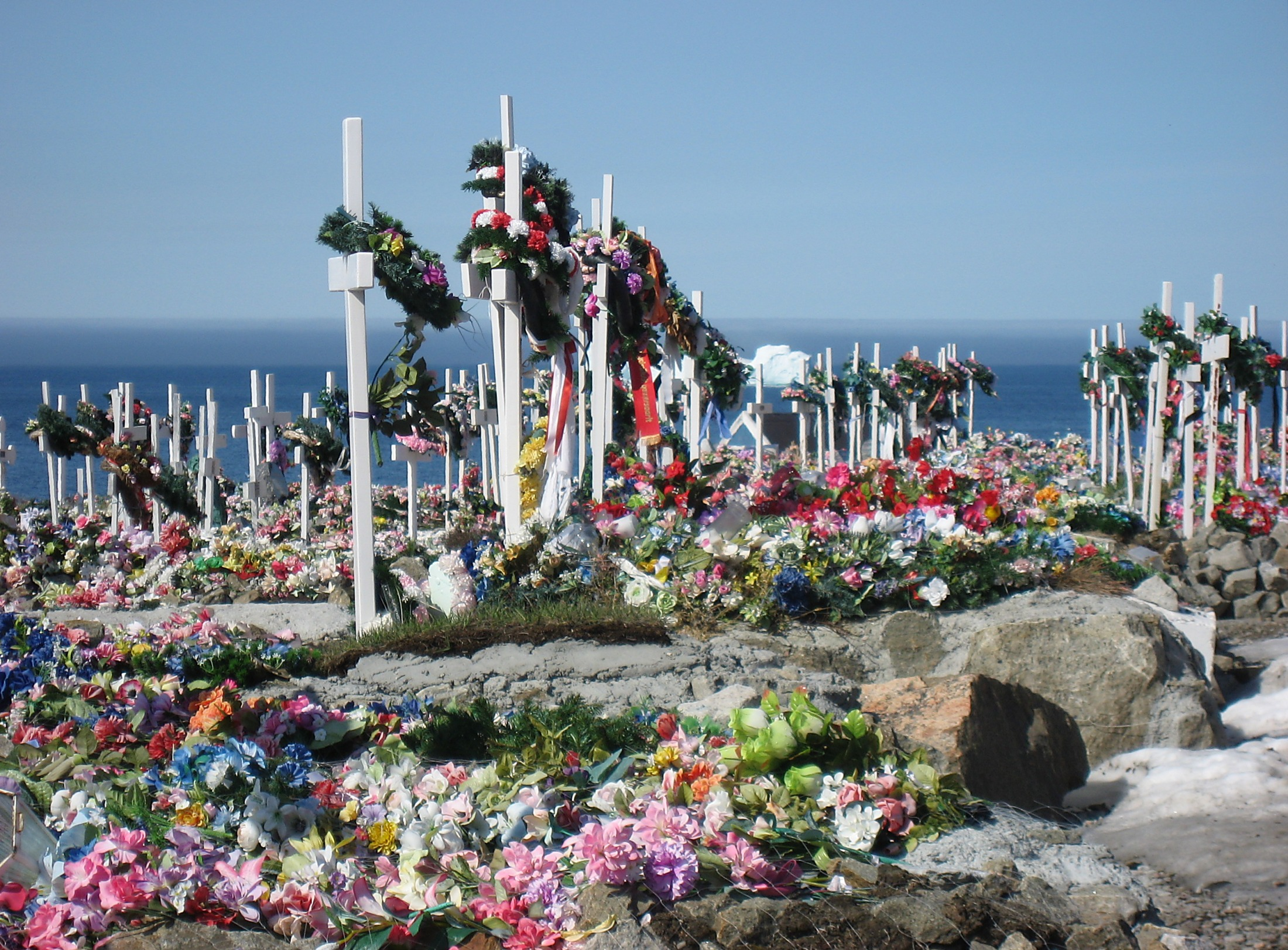
O cemitério, os túmulos são decorados com flores artificiais.
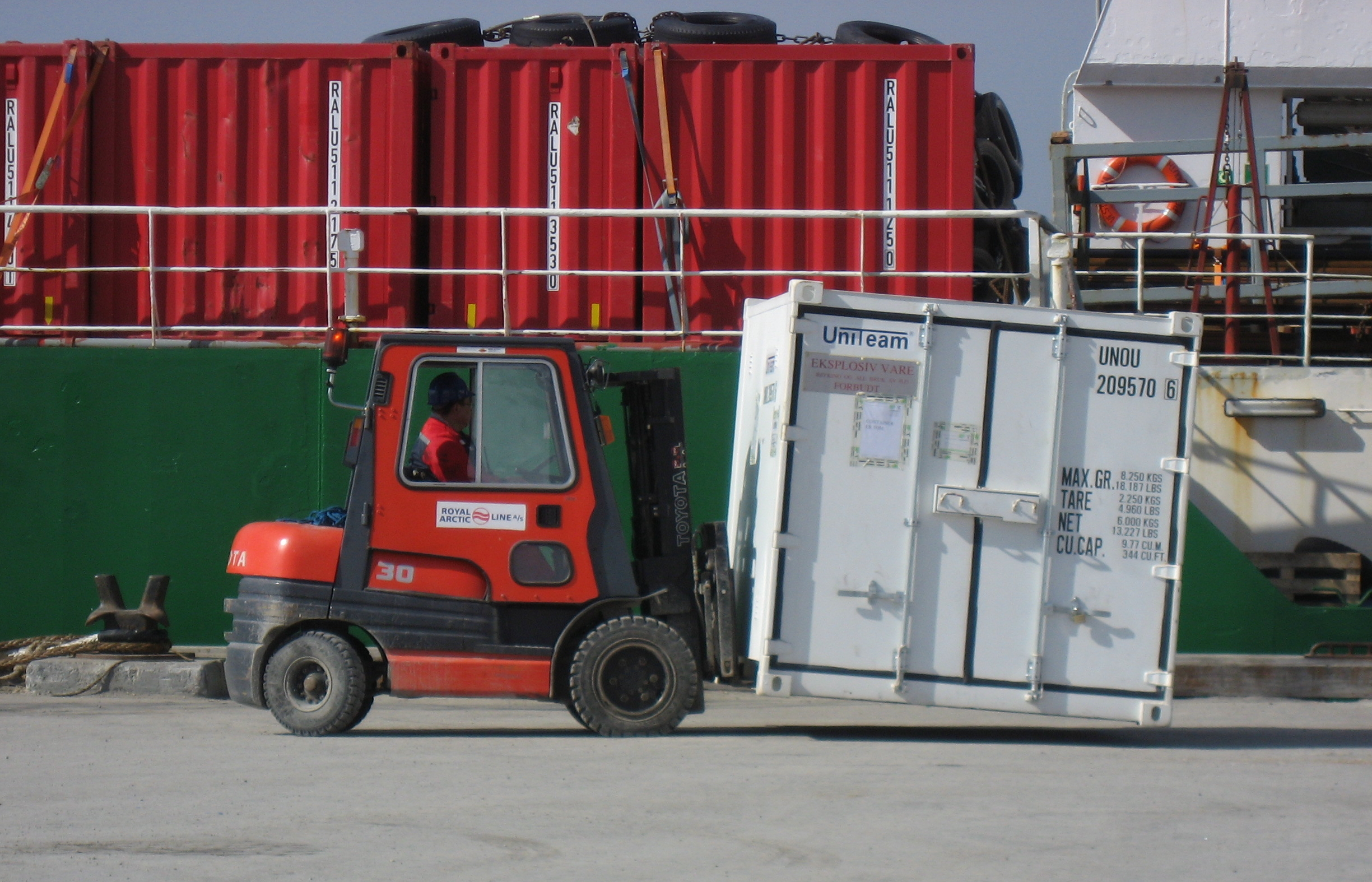
Trabalhando no porto.
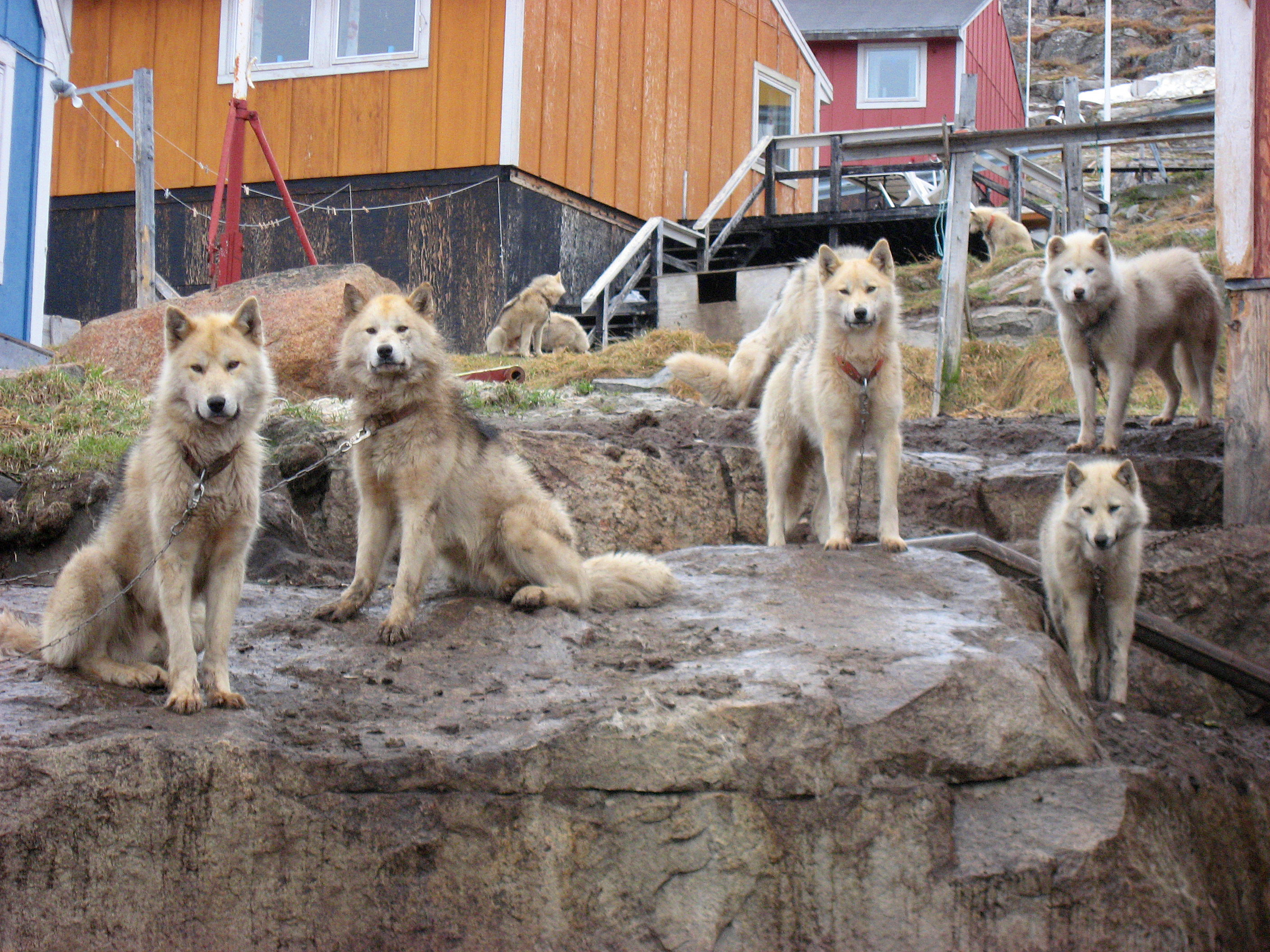
Cães de trenó acorrentados.
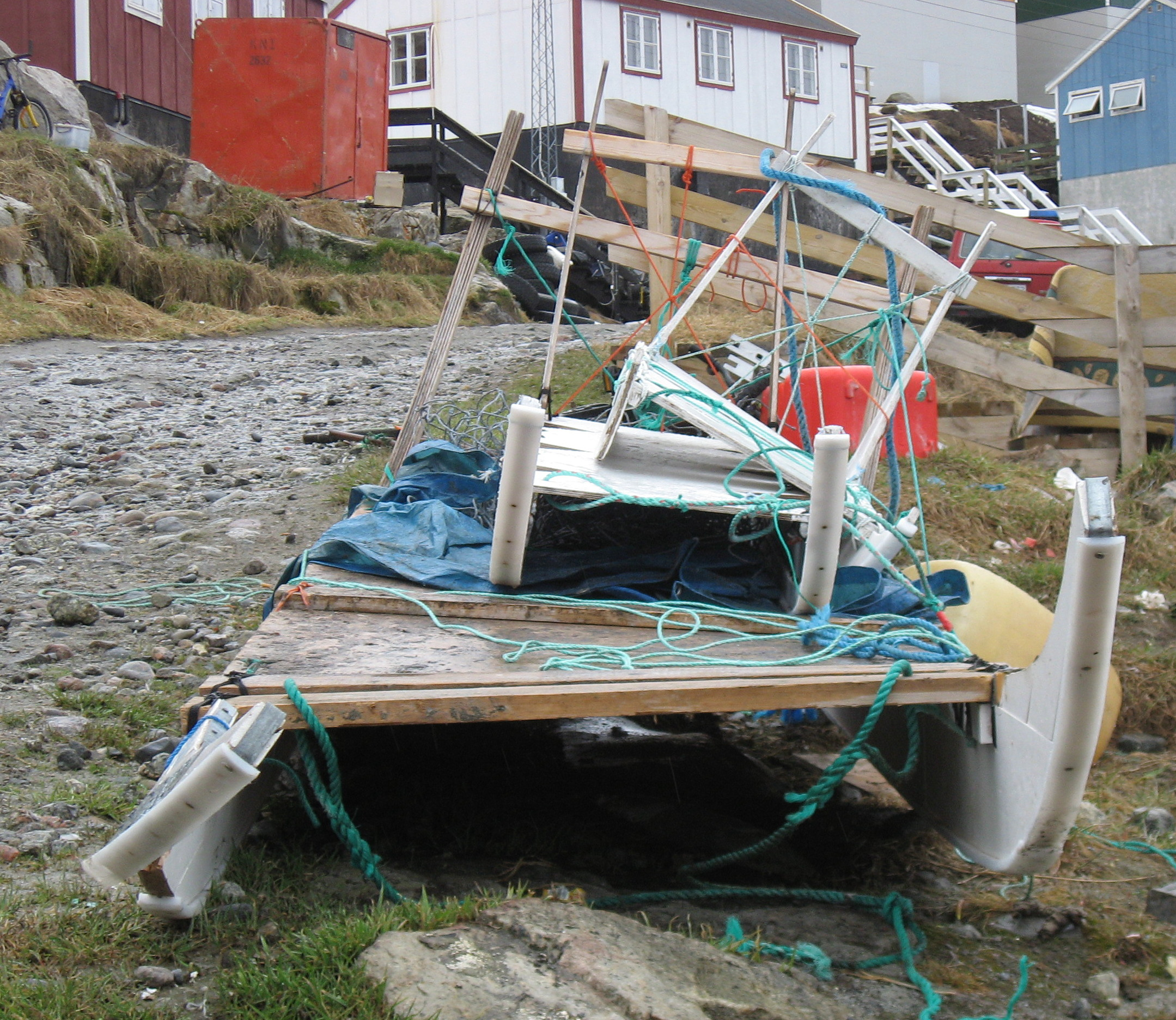
Trenós puxados por cães.
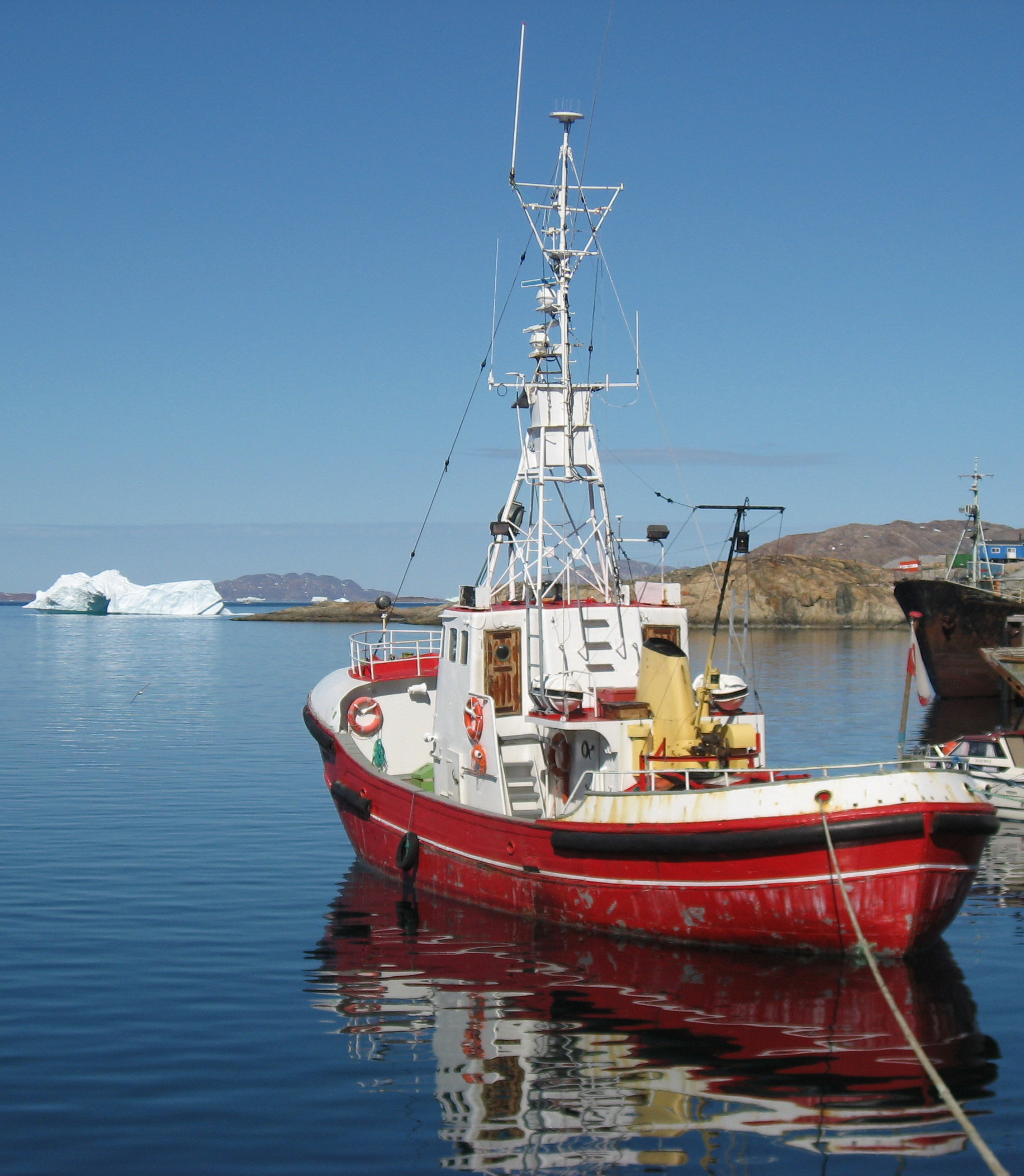
Duda Lasø ancorado no porto.